# Lá

Sự đa dạng của lá

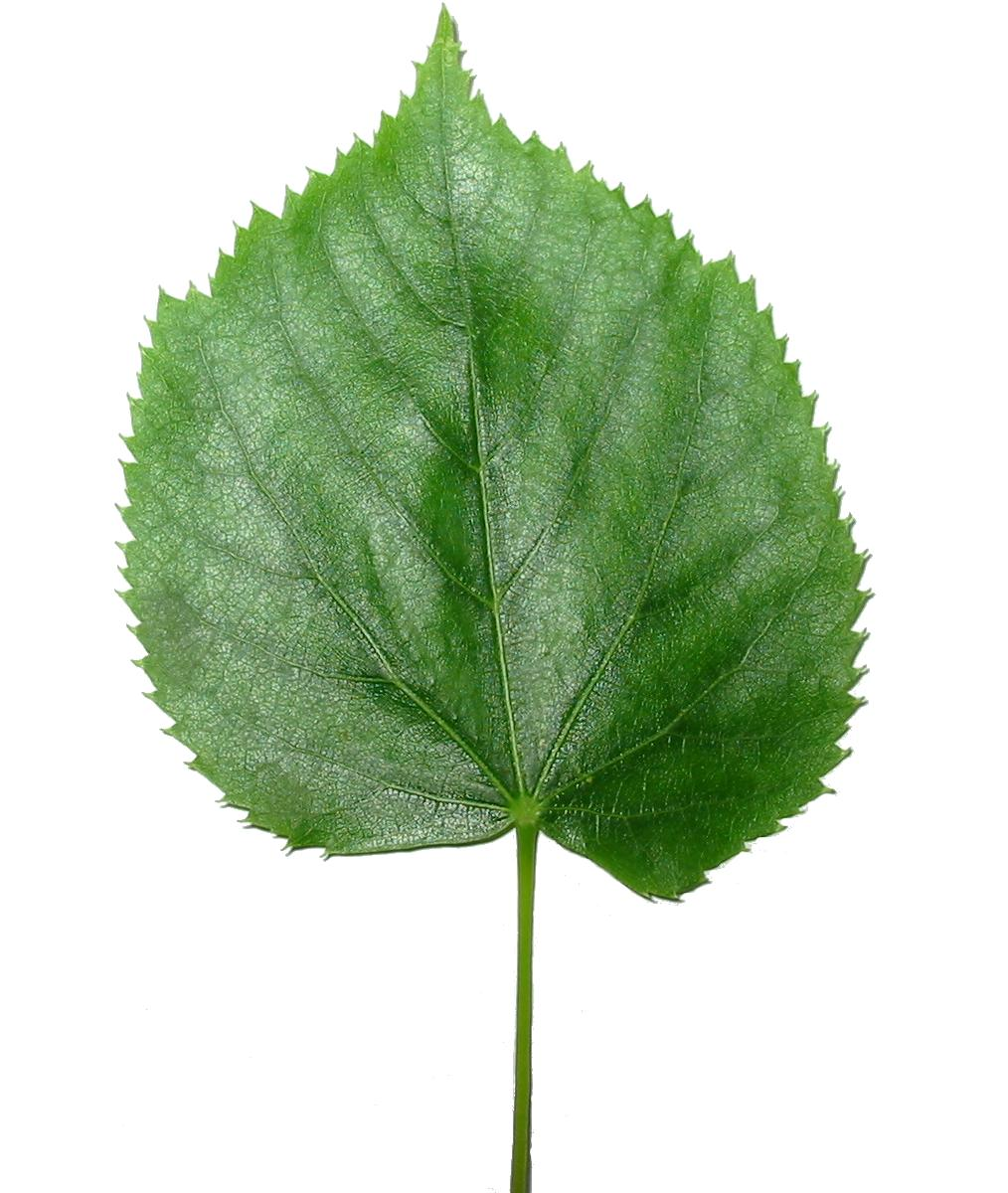
Lá của Đoạn lá bạc

Lá hay lá cây (tiếng Anh: Leaf) là một cơ quan của thực vật có mạch và là phần phụ cạnh bên chính của thân cây. Lá, thân cây, hoa và quả hợp lại tạo nên chồi cây. Foliage là một danh từ không đếm được đề cập chung đến lá.
1. Đỉnh
2. Gân lá
3. Gân bên
4. Phiến lá
5. Khía lá
6. Cuống lá
7. Chồi ngọn
8. Thân cây

Mô hình cấu tạo của lá.

Lá thực hiện các chức năng quang hợp, trao đổi khí và hô hấp. Ngoài ra lá cây còn có chức năng sinh sản sinh dưỡng, dự trữ hoặc tự vệ ở thực vật.
Theo cấu tạo và hình dáng cũng như đặc điểm tiến hóa của thực vật, lá cây thường được chia thành các nhóm: lá kim, lá rộng (lá phiến), lá vảy. Thực vật bậc cao trên Trái Đất chiếm đa số là các nhóm lá rộng và lá kim.

## Cấu tạo
Lá cây hoàn chỉnh cấu tạo bao gồm cuống lá, gân lá, phiến lá. Trên lá chứa nhiều tế bào mô dậu, lỗ khí và nhiều lục lạp. Trên 1 cm² diện tích mặt lá có khoảng 30.000 lỗ khí thực hiện các chức năng sinh dưỡng chính của cây.

### Cuống lá
Cuống lá là phần gắn liền giữa phiến lá và thân cành, cuống lá có chức năng nâng đỡ phiến lá và dẫn truyền chất dinh dưỡng giữa thân cây và phiến lá. Cuống lá có nhiều hình dạng và kích thước khác nhau tùy vào điều kiện. Đôi khi cuống lá còn đóng vai trò quang hợp (xem thêm cuống dạng lá).

### Gân lá

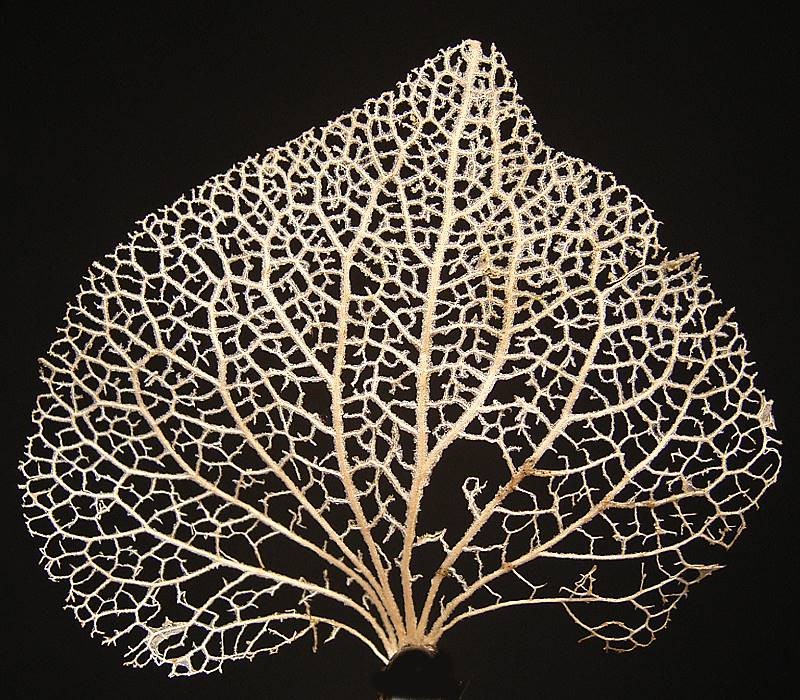
Gân lá có cấu tạo hệ gân nhiều gân gốc

Là bộ phận đóng vai trò xương sống cho phiến lá, nâng đỡ phiến lá và dẫn truyền chất dinh dưỡng. Người ta thường phân gân lá thành các cấp khác nhau (cấp 1, 2, 3) tùy thuộc vào vị trí so với cuống lá. Gân lá có cấu tạo giống như là cuống lá.
Gân lá có các dạng hình phân bố khác nhau:
- Song song: Ví dụ: lá tre, trúc, lúa, ngô, rẻ quạt, trường sinh,...
- Lông chim: Đa số có ở các loài thực vật bậc cao.
- Vấn hợp: Ví dụ: lá ổi, lá các loài trâm,...
- Gân hình mạng: lá gai, lá mai,...
- Gân hình cung: lá rau muống, lá địa liền,...

### Phiến lá
Dạng bản dẹt, có màu lục, là phần rộng nhất của lá giúp lá nhận được nhiều ánh sáng. Phiến lá có 2 mặt, mặt trên gọi là bụng, mặt dưới gọi là lưng. Lá thường có màu xanh lục nhờ vào chất diệp lục, đôi khi lá có màu sắc khác do diệp lục bị che khuất bởi sắc tố khác. Mép phiến lá là một đặc điểm để phân biệt các loại lá:
+ Có loại lá mép nguyên như lá bàng
+ Có loại lá mép răng cưa nhọn như lá cây hoa hồng
+ Có loại lá xẻ không quá 1/4 phiến lá
+ Có loại lá chẻ, vết chẻ bằng 1/4 phiến lá
+ Có loại lá khía, vết khía quá 1/4 phiến lá hoặc sát gân lá chính.

## Sắp xếp lá trên cành
Lá cây đính trên thân cây về cơ bản được chia thành các nhóm chính:
- Mọc cách (mọc sole); ở một số loài cây có lá mọc cách, chẳng hạn cây dâu, có một lá mọc từ một mấu thân, mỗi lá mọc cách nhau theo kiểu sole.
- Mọc đối: ở một số loại cây, ví dụ cây dừa cạn, có 2 lá mọc từ một mấu thân, hai lá đó nằm đối nhau, cách sắp xếp của lá sao cho mỗi lá đều nhận được nhiều ánh sáng nhất.
- Mọc vòng: lá mọc theo vòng tròn vòng từ dưới lên.

## Biến dạng của lá
Lá biến dạng được hình thành trong quá trình thích nghi và tiến hóa của thực vật. Lá biến dạng được sử dụng với các chức năng khác lá bình thường hoặc thêm chức năng mới giúp cho cây thích nghi với điều kiện môi trường.
- Lá gai: lá biến thành gai nhọn, lớp cutin dày làm giảm sự thoát hơi nước. Lá gai thường thấy ở họ Xương rồng. Ở một số cây lá gai còn có tác dụng bảo vệ lá non.
- Lá dự trữ: chứa chất dự trữ cho cây
- Lá bắt mồi:bắt và tiêu hoá sâu bọ
- Lá móc: thường thấy ở các loại cây leo, như mây. Lá móc giúp cây có khả nang bám vào các vật.

## Vai trò của lá

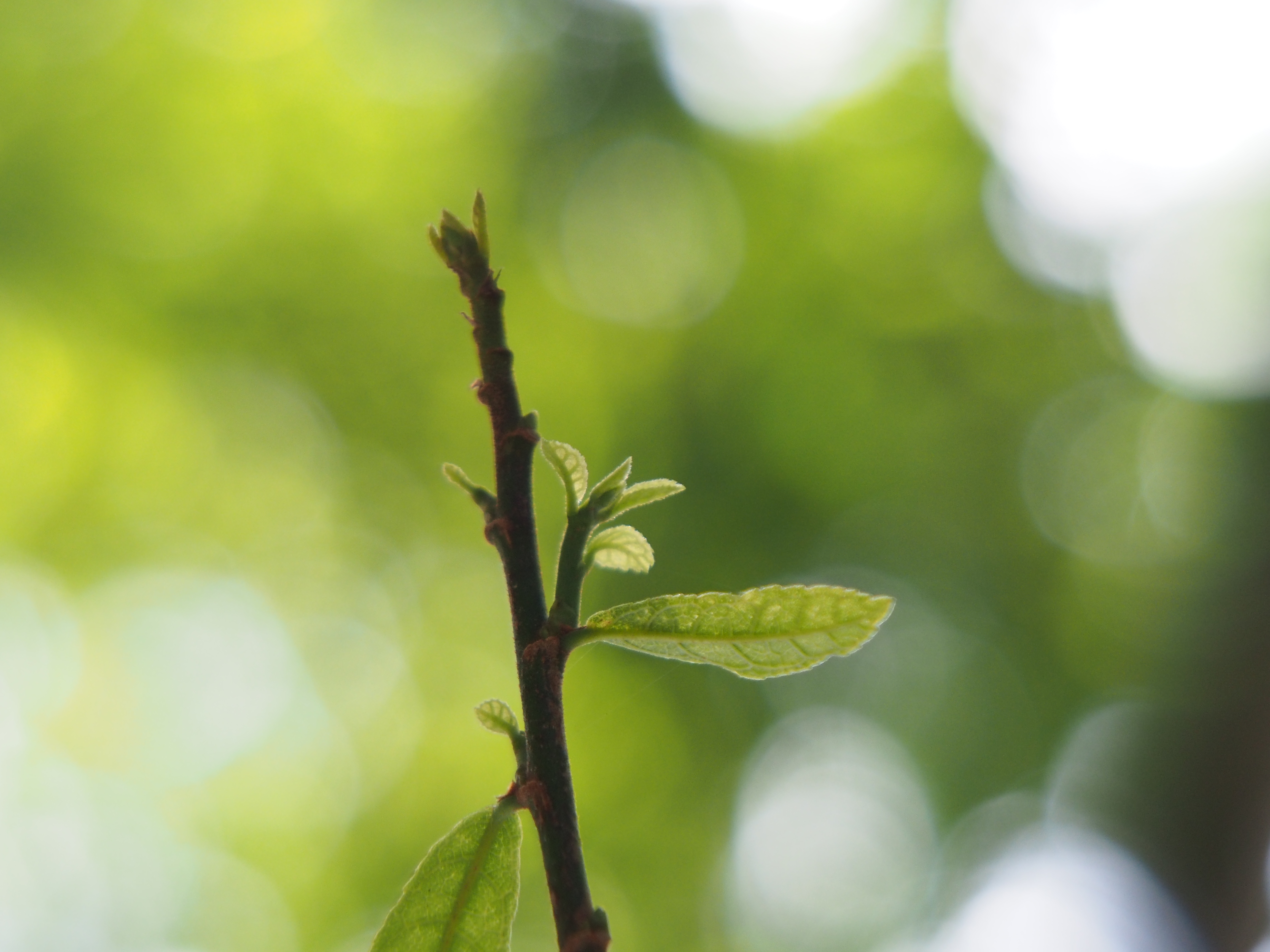
Chồi lá

Lá cây có vai trò quan trọng trong đời sống sinh lý của cây. Lá cây là cơ quan chủ yếu biến năng lượng mặt trời thành năng lượng hóa học (với đa số loài thực vật bậc cao).
Trong quan hệ tương tác với các loài sinh vật khác, lá cây là điểm đầu của các chuỗi thức ăn (là thức ăn chủ yếu của đa số các loài sinh vật tiêu thụ bậc 1). Lá cây có vai trò chủ đạo trong đời sống của các sinh giới.

## Phân bố chất diệp lục ở lá
Đa số các loại cây có mặt trên màu sẫm hơn mặt dưới vì cây đó mọc theo kiểu nằm ngang khiến mặt trên nhận được nhiều ánh sáng hơn mặt dưới.
Một số loại lá cây khác có màu ở mặt trên lẫn mặt dưới bằng nhau vì cây này mọc theo kiểu gần như thẳng đứng và đã thích nghi với việc nhận được lượng ánh sáng bằng nhau ở cả hai mặt lá 
- Ví dụ: lá ngô, lá mía, lá nha đam,...